# Louis Didier Jousselin

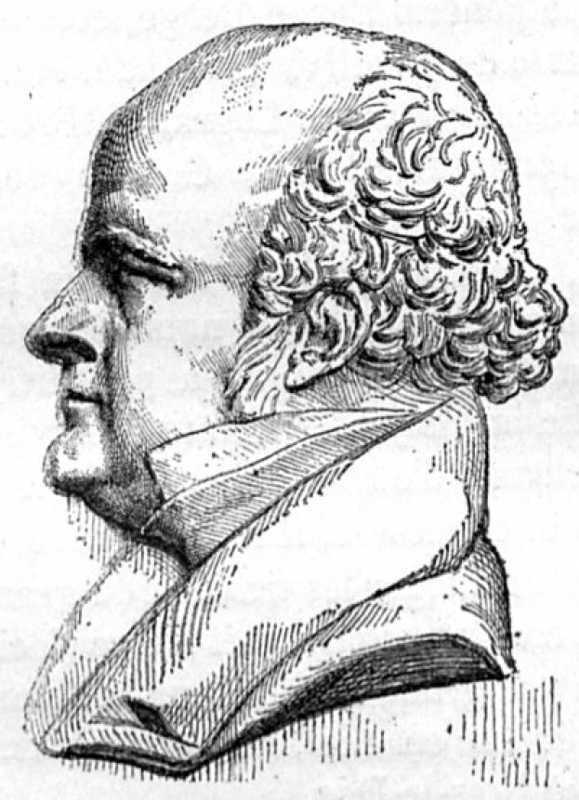
Louis Jousselin

Louis Didier Jousselin (* 1. April 1776 in Blois, Département Loir-et-Cher; † 3. Dezember 1858 in Vienne-en-Val, Département Loiret) war ein französischer Bauingenieur.

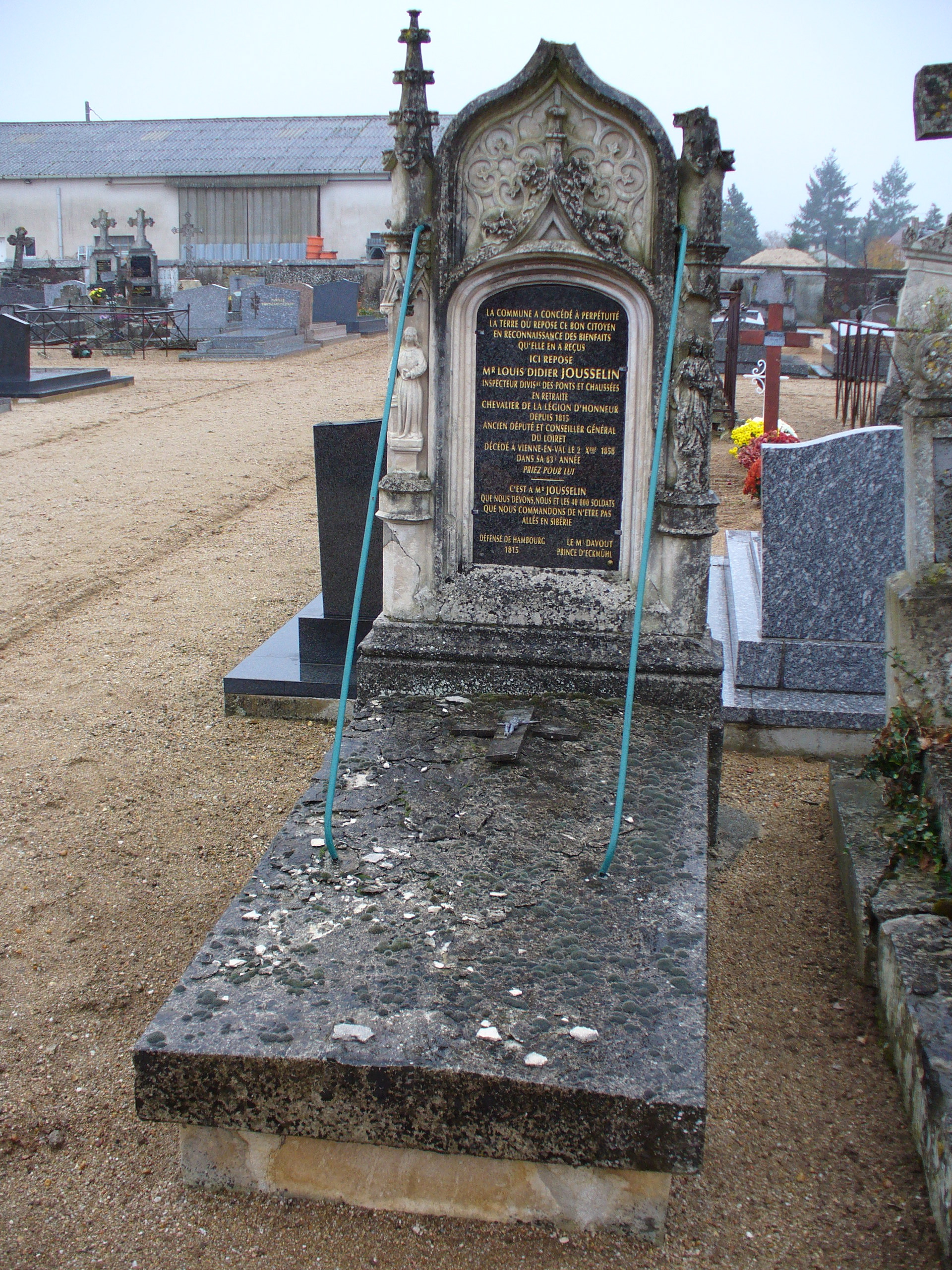
Grab von Jousselin in Vienne-en-Val

## Leben
Jousselin besuchte 1794 den ersten Jahrgang der École polytechnique in Paris. Er war am Bau des Grand Canal du Nord in Maastricht beteiligt und 1813/14 an der Verteidigung von Hamburg unter Louis Nicolas Davout, während der er 1813 den Bau einer 6 km lange Holzbrücke über die Elbe beaufsichtigte.
Im Jahr 1815 wurde Jousselin Divisions-Inspektor des Corps des ingénieurs des ponts et chaussées. Nach der Abdankung Napoleons im Juni 1815 wurde er zurückgestuft und beaufsichtigte den Bau von Deichen und Uferbefestigungen in Orléans (Quai du Fort Alleaume, Quai du Roi). Danach wurde er in das Département Nièvre versetzt, wo er das Projekt eines Seitenkanals der Loire studierte (als Canal latéral à la Loire 1838 eröffnet). Zwischen 1831 und 1834 wirkte er Deputierter des Départements Loiret und zwischen 1848 und 1852 vertrat er Jargeau im Départementrat.
Anschließend gab Jousselin alle seine Ämter auf und zog sich in den Ruhestand nach Vienne-en-Val zurück. Dort starb er mit über 82 Jahren und fand dort auch seine letzte Ruhestätte.

## Ehrungen
- Ritter der Ehrenlegion
- Sein Name ist einer der 72 Namen auf dem Eiffelturm.
- Die Rue Jousselin in Orléans (Département Loiret) wurde ihm zu Ehren benannt
- Die École Louis Didier Jousselin in Vienne-en-Val wurde ihm zu Ehren benannt